# Aspitates obscurata
Aspitates obscurata är en fjärilsart som beskrevs av Eugen Wehrli 1953. Aspitates obscurata ingår i släktet Aspitates och familjen mätare. Inga underarter finns listade i Catalogue of Life.